# Francisco Risiglione
Francisco Resiglione (18. siječnja 1917. – nepoznat nadnevak smrti) je pokojni argentinski boksač u poluteškoj kategoriji. Natjecao se u amaterskom boksu da bi 1940. godine prešao u profesionalce. Kao amaterski boksač osvojio je olimpijsku broncu u Berlinu 1936. Godinu potom postao je prvak na panameričkom boksačkom prvenstvu.
Risiglione je u profesionalnom boksu debitirao 28. veljače 1940. te je pobijedio Carlosa Grassina. U ukupno devet mečeva ostvario je tri pobjede, tri poraza i tri neriješena dvoboja.

## Vanjske poveznice
- Profil Francesca Risiglionea na Sports-reference.com  Arhivirana inačica izvorne stranice od 4. svibnja 2009. (Wayback Machine)
- Risiglioneovi profesionalni boksački mečevi